# Gemma Solé i Boronat
Gemma Solé i Boronat (Tarragona, 1 de novembre de 1967) és una judoka, orientadora, professora d'educació física, dirigent i gestora esportiva catalana.
Doctorada en Pedagogia, llicenciada en Filosofia i Ciències de l'Educació i amb postgraus en Educació física i en Activitats Físiques Adaptades, es també diplomada en Professorat d'EGB. Solé ha exercit com a professora d'educació física a l'Institut Cal·lípolis de Tarragona, en cicles formatius de grau mitjà i superior. Anteriorment, fou professora en diversos CEIP (Centre d'Ensenyament Infantil i Primària) i IES (Institut d'Educació Secundària) de la demarcació de Tarragona. Des d'aquesta experiència professional, ha estat coautora de llibres sobre educació física i esport adaptat a l'ensenyament secundari. Pel que fa a l'esport adaptat destaca la seva publicació "Juguem a "goalball" a l'escola", sobre la pràctica d'aquest esport d'equip practicat per esportistes invidents o amb deficiència visual a l'escola.
Com a esportista ha practicat el judo, esport en el qual ha destacat, i ha estat campiona universitària el 1998, i tres cops campiona de Catalunya els anys 1999, 2001 i 2002, a més de dues ocasions subcampiona el 1995 i 1997. També formà part de la selecció catalana els anys 2000 i 2001. Posteriorment, s'especialitzà en curses d'orientació, especialitat en la qual fou campiona d'Espanya de relleus el 2008, de Catalunya en mitjana i llarga distància el 2010, i de la Copa Catalana d'O-BTT (Orientació en bicicleta de muntanya) els anys 2006, 2007, 2008 i 2010, i a peu el 2008. Ha format part del CA Tarragona i del Club Montsant de Curses d'Orientació, club del qual, com a dirigent esportiva, ha estat presidenta entre els anys 2007 i 2011.
Ha practicat també l'atletisme, el bàsquet i els esports d'aventura. L'any 2002 va ser escollida 'millor esportista de Tarragona'.
L'1 de maig de 2011, Gemma Solé i Boronat fou nomenada nova representant territorial de l'Esport a Tarragona en substitució de Francesc Aguiló, que havia exercit les funcions de la Secretaria General de l'Esport de la Generalitat de Catalunya a la demarcació en els darrers quatre anys. Ocupà el càrrec fins al 2016, quan fou substituïda per Joan Plana i Pons.